# Lchkadzor
Lchkadzor (en arménien Լճկաձոր ; anciennement Chalagegh) est une communauté rurale du marz de Tavush, en Arménie. Elle compte 402 habitants en 2008.